# Christophe Porcu
Pour les articles homonymes, voir Porcu.
Pas d'image ? Cliquez ici

a Compétitions nationales et continentales officielles uniquement.

b Matchs officiels uniquement.
Dernière mise à jour le 13 janvier 2024.
Christophe Porcu, né le 5 mai 1971 à Mauvezin (Gers), est un joueur français de rugby à XV. Il évolue au poste de deuxième ligne.
Formé à Auch, il quitte ensuite son club formateur pour le SU Agen et termine sa carrière à l'USA Perpignan (1,93 m, 123 kg).

## Clubs successifs
- FC Auch Gers 1989-1994
- SU Agen 1994-2002
- USA Perpignan 2002-2006
- Torreilles 2006-2007 (Fédérale 3)
- USA Perpignan 2008
- Torreilles

Alors que, retraité, il joue en Fédérale 3 à Toreilles, Christophe Porcu répond favorablement en février 2008 à l'appel de l'USAP qui lui propose de revenir au sein de l'effectif professionnel. Malgré son manque de compétition à ce niveau, il réalise une fin de saison exceptionnelle, en étant titulaire à 38 ans.

## Carrière internationale
- 3 sélections en équipe de France (tournée 2002 : Argentine, Australie (2))

## Palmarès
- Finaliste du Championnat de France de première division en 2002 avec Agen et 2004 avec Perpignan.